# 6734 Benzenberg
6734 Benzenberg è un asteroide della fascia principale. Scoperto nel 1992, presenta un'orbita caratterizzata da un semiasse maggiore pari a 2,9948506 UA e da un'eccentricità di 0,1173259, inclinata di 11,35833° rispetto all'eclittica.
L'asteroide è dedicato all'astronomo tedesco Johann Friedrich Benzenberg, fondatore dell'Osservatorio di Bilk e autore di uno dei primi esperimenti per dimostrare che la Terra è in rotazione.